# 浮雲男
「浮雲男」（うきぐもおとこ）は、エレファントカシマシの4枚目のシングル。1989年8月2日にEPIC/SONY RECORDSよりリリース。規格品番は10・8H-3131。廃盤。

## 解説
3rdアルバム『浮世の夢』の先行シングルとしてリリースされた。本作収録の2曲は共に上記アルバムに収録された。

## 収録曲
編曲：エレファントカシマシ
1. 浮雲男 (3:30)
  - 作詞・作曲：宮本浩次
2. GT (4:02)
  - 作詞：高緑成治・宮本浩次　作曲：高緑成治